# Castillo de Vufflens
El  Castillo de Vufflens es un castillo doble medieval ubicado en la comuna de Vufflens-le-Château en el Cantón de Vaud, Suiza.

## Historia
La primera mención de una fortaleza en la colina que domina el Lago Lemán data de 1108 bajo el nombre de Wuolflens, le sigue un segundo edificio, construido en el siglo XIII, del que sólo quedan algunos vestigios.
El señorío de Vufflens-le-Château pasó a manos de los señores de Duin de Châtel-sur-Conflans en 1239.
A finales del siglo XIV, Henri de Colombier heredó de su esposa, Jaquette de Duin, dama de Vufflens-le-Château, el señorío de Vufflens e hizo reconstruir el castillo por completo en la forma que conocemos hoy. Luego pasaría a manos de su hijo y permanecerá en la familia hasta la invasión bernesa de 1530, donde es saqueado y quemado.
Luego, el castillo cambiará de manos varias veces para finalmente volver a ser comprado en el siglo XVII por la familia de Senarclens y luego pasariá por matrimonio a la familia de Saussure.
El Castillo fue restaurado en 1860, en estilo historizador, por el arquitecto ginebrino Samuel Darier.
La familia de Saussure actualmente continúa siendo propietaria del castillo y de las 8 hectáreas de viñedo donde se producen varios vinos AOC envejecidos en seis barricas de roble de 8.700 litros cada uno que se guardan en las bodegas del castillo. Todo el edificio y sus dependencias están catalogadas como parte del Inventario suizo de bienes culturales de interés nacional y regional.

## Descripción
El castillo de Vufflens se compone de dos conjuntos arquitectónicos distintos, conectados por murallas y ambos construidos con ladrillo. Al oeste se alza un torreón de casi 60 metros de altura rodeado por cuatro torres cuadradas, en cuya planta baja se encuentra la sala de guardia. Este edificio nunca se terminó y nunca se ocupó. Por el contrario, el segundo castillo cuadrado y de tamaño más modesto, servía y sigue sirviendo como vivienda. Está decorado con cuatro torreones de piedra.